# ICE-S
ICE-S（S是德文「快車」Schnellfahrtzug的意思）是德國國鐵由401型ICE-1與402型ICE-2研發出來的一輛試作型列車。是InterCityExperimental（ICE V）的後繼試作列車。
它是由一輛內置精密儀器的頭等ICE-2車廂再加上兩組ICE-2動力車頭（型號：410 101-0及410 102-8）組成。前後均設有攝影機，以作行駛的紀錄用途。ICE-S主要用於新建的高速線路如柏林至漢堡線上作試車用途。另外三年一次的試軌行駛中它亦會上場。在高於每小時160公里的路線上，ICE-S都會作出試行，並紀錄如電壓、最高速度等資料。ICE-S的最大功率為13,600Kw。它在柏林至漢諾威線造出時速393公里的最高車速。
在2005年六月開始，ICE-S列車於紐倫堡的德國國鐵博物館展出。其後又轉移到Minden/Westfalen展出。直至2006年2月7日它再被轉移到慕尼黑。